# Blitz (album KMFDM)
Blitz – szesnasty album studyjny niemieckiego zespołu industrialnego KMFDM, wydany 24 marca 2009 roku. Jest pierwszym albumem od czasu WWIII, który posiada pięcioliterowy tytuł. Zawiera piosenki napisane w trzech językach – angielskim, niemieckim i rosyjskim. Remiksowane utwory z Blitz pojawiają się na albumie Krieg.

## Opis
Album Blitz, podobnie jak na poprzednich albumach z XXI wieku, zawiera głównie wokale lidera zespołu Saschy Konietzko i Lucii Cifarelli. Album został bardzo dobrze oceniony przez fanów i krytyków muzycznych. Zawiera piosenki napisane w językach angielskim, niemieckim i rosyjskim. Utwór Bait & Switch był jednym z bardziej popularnych z tego albumu. Utwór Being Boiled jest coverem piosenki zespołu The Human League.

## Lista utworów
1. "Up Uranus"[6] lub "(symbol)"[7] – 4:04
2. "Bait & Switch" – 5:56
3. "Davai" – 4:30
4. "Never Say Never" – 4:19
5. "Potz Blitz!" – 4:23
6. "People of the Lie" – 4:53
7. "Being Boiled" (cover The Human League) – 4:07
8. "Strut" – 5:30
9. "Bitches" – 4:23
10. "Me & My Gun" – 3:30
11. "Take'm Out" – 6:51